# Živorodí
Živorodí (Theria) je podtřída třídy savců, která se dělí na dva nadřády, vačnatce a placentály. Charakteristickým společným znakem je živorodost, to jest skutečnost, že celý vývoj embrya z vejce probíhá v těle matky. Tím je zárodek chráněn jak před predátory, tak například před nízkou vnější teplotou, při níž by vývoj nemohl uspokojivě proběhnout. Na druhou stranu je rození již vyvinutých mláďat pro matku náročnější a omezuje počet potomků.
„Živorodost“ jako taková však není omezena jen na savce a jejich podtřídu „živorodí“, nýbrž vyskytuje se i u jiných živočichů (mnozí plazi, ryby aj.) a v poněkud odlišném významu i u rostlin. Viz heslo živorodost.

## Další společné rysy
Kromě živorodosti charakterizují živorodé ještě další společné znaky, které ovšem mohou být u některých druhů redukované.
- Vývod močového a pohlavního ústrojí je od řitního otvoru oddělen hrází (perineum).
- Pletenec horní končetiny se skládá pouze z lopatky (scapula) a klíční kosti (clavicula), která je u některých druhů redukovaná.
- Mléčné žlázy vytvářejí sací bradavky, takže mládě může mléko sát, a ne jen lízat jako u ptakořitných.
- Stoličky mají podobné (tribosfénické) schéma.
- Pohlaví je určeno dle X a Y chromozomu.

## Řády živorodých
Ze 16 řádů živorodých je v ČR mimo člověka volně zastoupeno pouze šest, všechny patří mezi placentály:
- Hmyzožravci
- Letouni
- Hlodavci
- Šelmy
- Zajícovci
- Sudokopytníci[1]